# La cabina (film 1972)

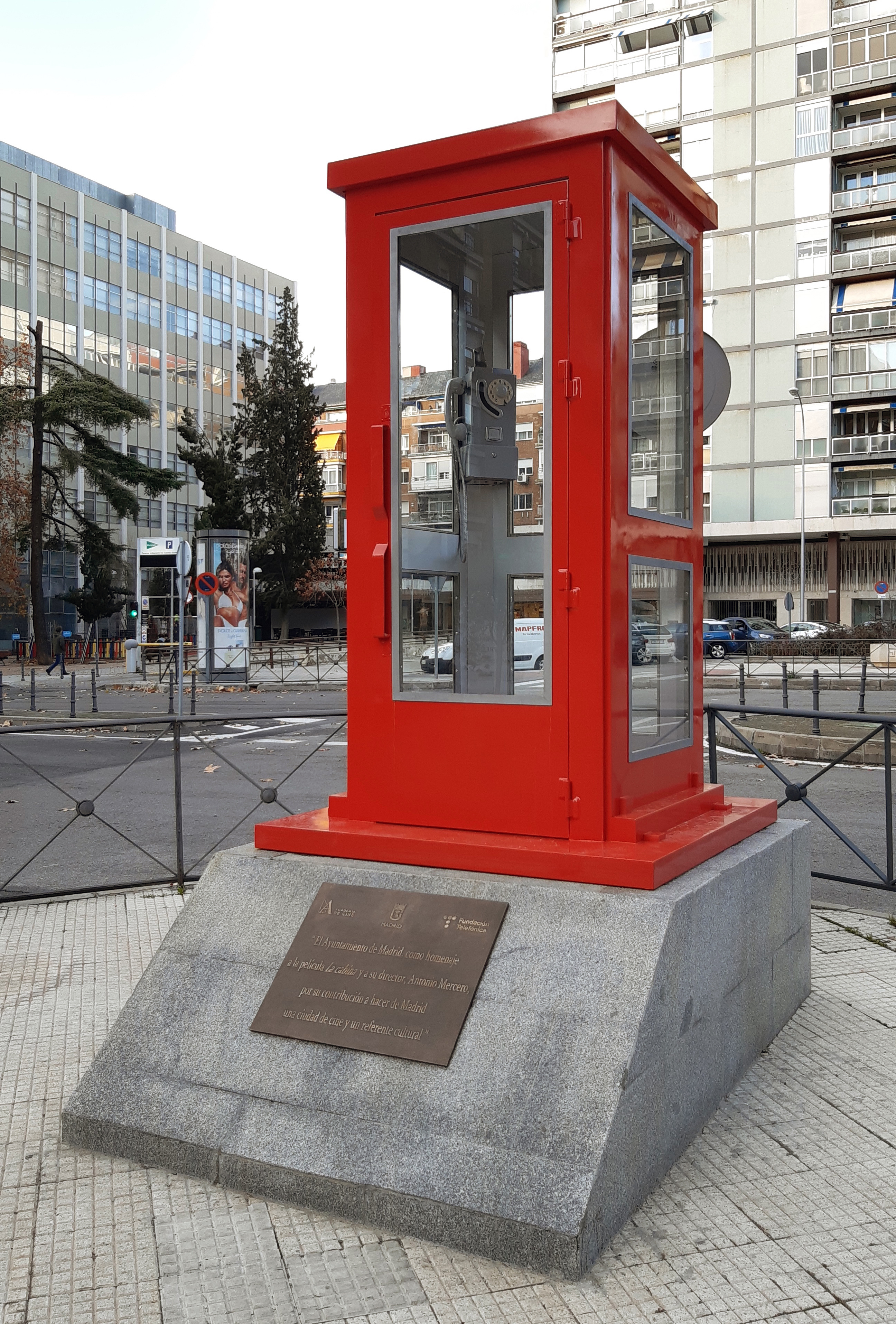
Nel dicembre 2021 è stata inaugurata una replica della cabina telefonica rossa in omaggio al film e al suo regista Antonio Mercero vicino al luogo delle riprese a Madrid.

La cabina è un mediometraggio del 1972 diretto dal regista spagnolo Antonio Mercero, scritto dallo stesso assieme a José Luis Garci e interpretato da José Luis López Vázquez.

## Trama
Alcuni operai di una società senza nome installano una cabina telefonica al centro di una piazza. Un uomo, dopo aver accompagnato il figlio al bus della scuola, entra nella cabina telefonica per effettuare una chiamata e la porta si chiude lentamente alle sue spalle.
L'uomo si rende conto che il telefono non funziona, quindi prova ad andarsene, ma si accorge che la porta è bloccata. Cerca disperatamente di aprirla, ma a nulla valgono i suoi sforzi. Quindi cerca aiuto e due uomini d'affari di passaggio tentano di aiutarlo, senza successo.
La situazione attrae l'attenzione di molti passanti che iniziano a riunirsi e guardare l'azione. Molte persone, tra cui un uomo corpulento, un operaio ed due agenti di polizia, tentano di aprire la porta, invano. Arrivano anche i  vigili del fuoco e uno di loro si prepara a rompere il tetto di vetro della cabina telefonica con un pesante martello, ma a quel punto ritornano gli operai della società che ha installato la cabina telefonica. Questi sbullonano la cabina col malcapitato ancora all'interno e la caricano sull'autocarro. La folla esulta, tutti sembrano convinti che loro risolveranno il problema. L'uomo non può che osservare freneticamente il suo trasporto dall'altra parte della città. Cerca di urlare per chiedere aiuto, ma tutti sorridono o salutano con la mano.
A un certo punto, il camion si ferma accanto a un altro camion che trasporta un'altra cabina telefonica dello stesso tipo, con un altro uomo imprigionato dentro. I due uomini cercano di comunicare, ma è tutto inutile. Il viaggio riprende e dopo alcune ore il camion arriva in un inquietante magazzino sotterraneo, dal quale partono camion carichi di cabine identiche alla sua.
La cabina telefonica è sollevata da un magnete gigante e il camion si allontana. Un carrello elevatore, prima, e un nastro trasportatore, poi, spostano la cabina in un magazzino, che è pieno delle stesse cabine telefoniche, contenenti cadaveri o resti mummificati di altri cittadini intrappolati.
L'uomo lotta terrorizzato, ma non riesce a fuggire, poi nota alla sua destra l'altro uomo intrappolato che aveva incrociato durante il viaggio, il quale si è strangolato con il cavo del finto telefono. L'uomo crolla su telaio in preda alla disperazione.
Gli operai della stessa compagnia installano l'ennesima cabina telefonica in un parco.

## Riconoscimenti
- Antena de Oro
  - 1974 - Antena de Oro Television a José Luis López Vázquez
- Emmy Award
  - 1973 - Fiction
- Fotogramas de Plata
  - 1973 - Miglior interprete televisivo a José Luis López Vázquez
- Premios ACE
  - 1976 - TV - Miglior programma scenico
  - 1976 - TV - Miglior attore a José Luis López Vázquez

## Citazioni e omaggi
- Nel 1998 la compagnia telefonica spagnola Retevisión ha commissionato uno spot televisivo parodia del film, con lo stesso protagonista José Luis López Vázquez in una cabina telefonica su una landa isolata, che questa volta riesce a fuggire. Lo spot voleva rappresentare la fine del monopolio dell'agenzia di stato Telefónica, e la liberalizzazione del mercato delle telecomunicazioni in Spagna, di fatto però appropriandosi senza autorizzazione dell'iea alla base del cortometraggio originale.[2]